# Romy Kasper
Romy Kasper née le 5 mai 1988 à Forst, est une coureuse cycliste allemande, spécialiste de la piste et de la route. 

## Biographie

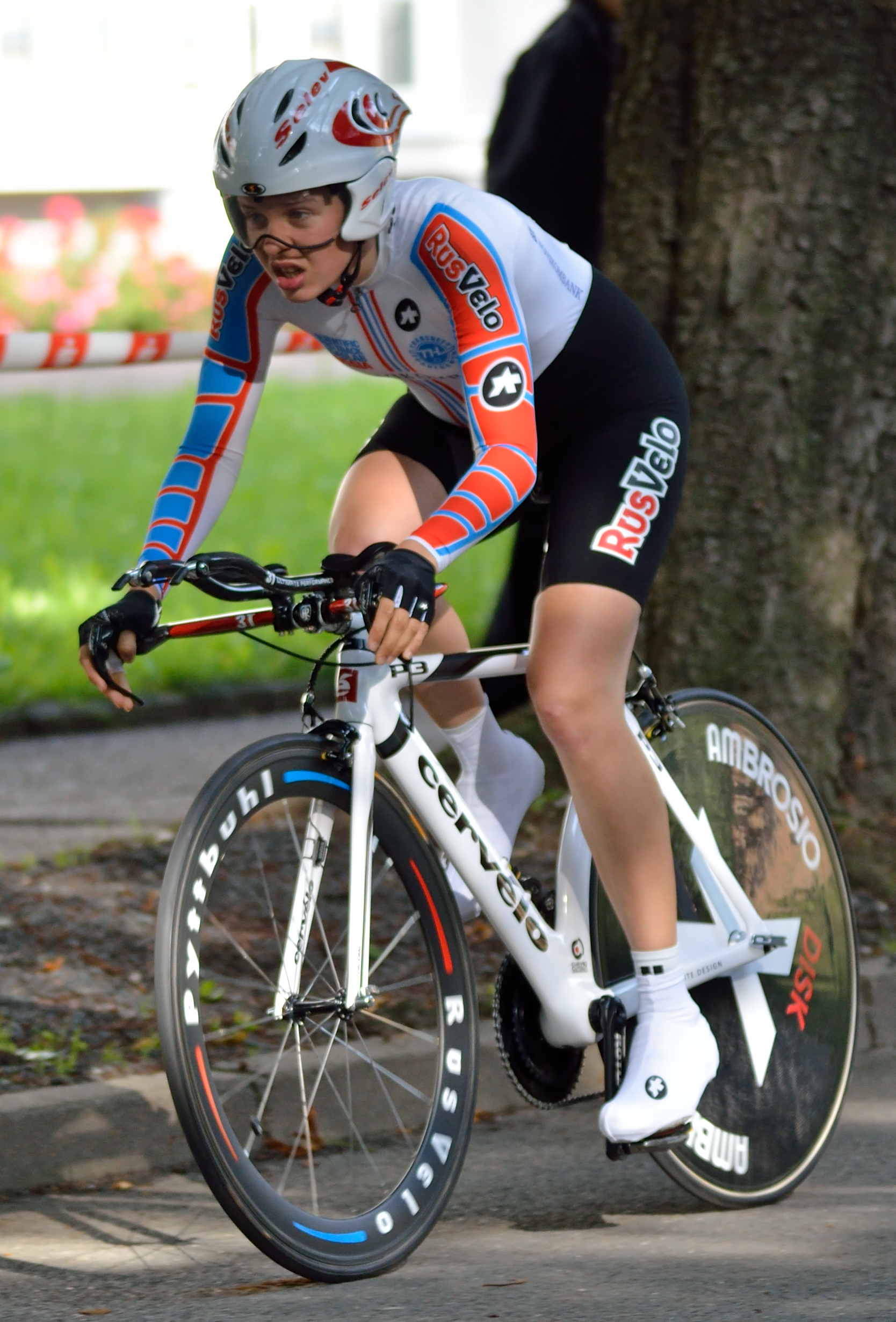
En 2012, au Tour de Thuringe

### Débuts
Elle grandit à Forst et fait partie du club local : le PSV Forst. En 2005, elle devient championne d'Allemagne de la course aux points et se classe douzième du championnat du monde sur route juniors.
Elle devient professionnelle en 2009, au sein de l'équipe Nürnberger Versicherung dans laquelle elle a couru plusieurs courses les deux années précédentes. En décembre 2009, elle est opérée du ménisque et doit observer six semaines d'arrêt complet. Elle ne reprend donc le cyclisme qu'en février 2010. Elle se classe quatrième du championnat d'Europe sur route espoirs. Le 20 août, elle se casse quatre os de la main à  Albstadt mais apprend deux jours plus tard sa pré-sélection pour les championnats du monde sur route. Elle n'est finalement par retenu. Elle étudie en parallèle le sport à l'Université de Chemnitz. 
En 2011, elle termine onzième du Tour de l'île de Chongming et est sélectionnée pour les championnats du monde sur route.
En 2012, elle est troisième du Tour de Toscane et fait de nouveau partie de la sélection allemande pour les mondiaux sur route. En 2013, elle rejoint l'équipe néerlandaise Boels Dolmans. Elle finit troisième du championnat d'Allemagne sur route.
En 2013, elle change de club et devient membre du SC DHfK à Leipzig.

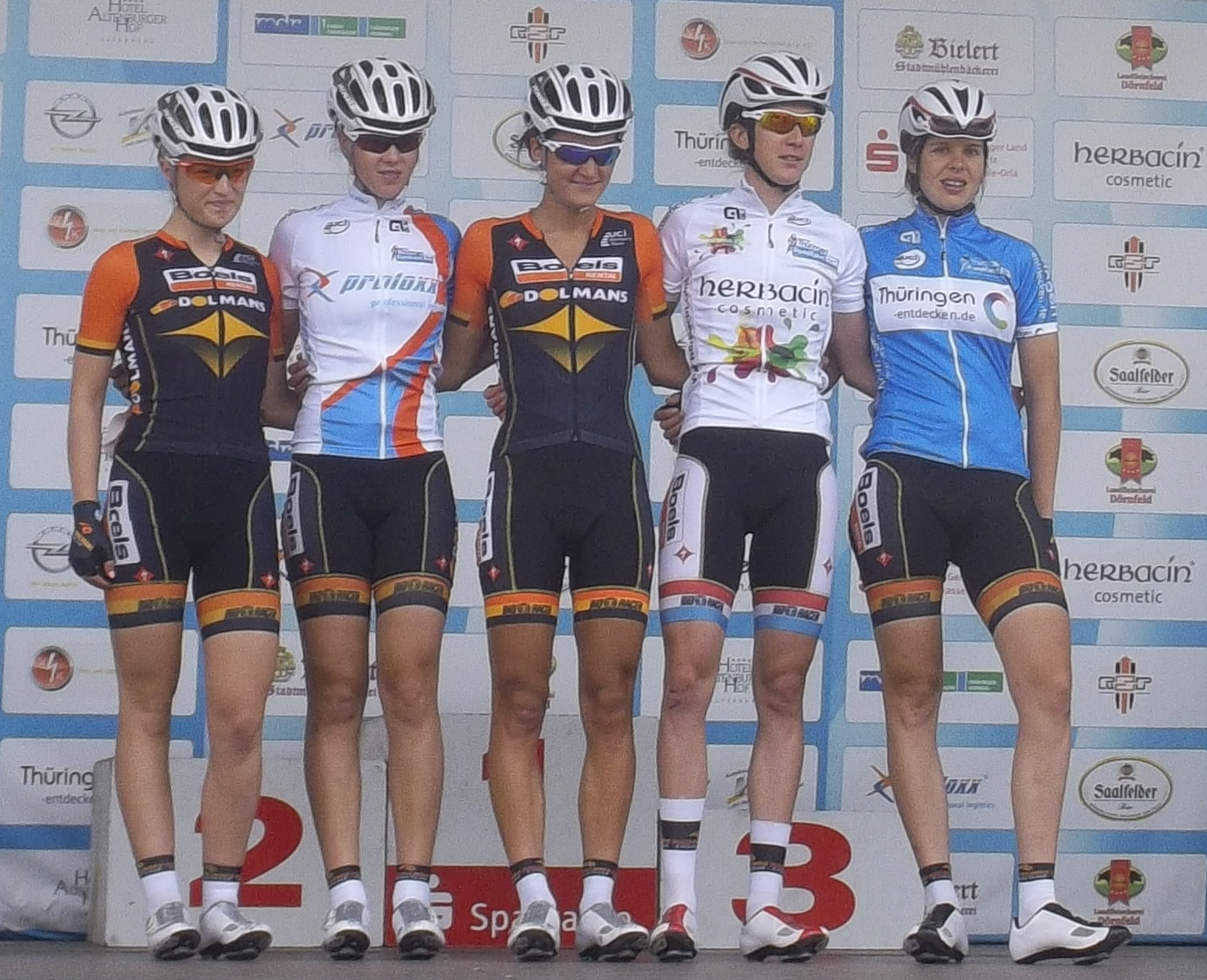
Au Tour de Thuringe 2014 (à droite)

Sur la deuxième étape du Tour de Thuringe 2014, elle part en échappée dans la deuxième étape avec Reta Trotman puis la bat au sprint. C'est sa première victoire dans une course internationale,. La saison suivante, elle se casse la clavicule lors de l'Omloop van Borsele. À la fin du mois d'août, la formation Boels Dolmans termine troisième du contre-la-montre par équipes de l'Open de Suède Vårgårda, comptant pour la Coupe du Monde. L'équipe au départ est composée de : Elizabeth Armitstead, Chantal Blaak, Romy Kasper, Christine Majerus, Katarzyna Pawłowska et Evelyn Stevens.
En 2016, lors du Tour du Qatar, elle est membre de l'échappée de vingt-cinq coureuses durant la deuxième étape. À trois kilomètres de la ligne, elle se détache avec Katrin Garfoot, Amy Pieters et Trixi Worrack. Elle termine quatrième. Les poursuivantes arrivent près d'une minute après les quatre coureuses. Le lendemain, une bordure se déclenche dès le premier kilomètre. Elle fait partie des treize athlètes à l'avant mais pas la leader du classement général Katrin Garfoot. Romy Casper remonte à la deuxième place du classement général à l'issue de l'étape, tandis que Trixi Worrack en prend la tête. L'équipe de cette dernière ne laisse pas à l'équipe Boels Dolmans l'opportunité d'attaquer sur la dernière étape. Le classement général reste donc inchangé.
En 2017, elle est sélectionnée pour participer aux championnats d'Europe sur piste, à domicile, à Berlin. Dans la course scratch, elle est victime d'une chute et subit des fractures aux côtes ainsi qu'un écrasement des poumons. En janvier 2018, elle chute à nouveau lors des Six Jours de Berlin et se casse deux côtes. En juin, elle tombe lors du Women's Tour et souffre d'une grave commotion cérébrale. Au total, elle tombe et s'est blessée six fois lors de cette année 2017. Également choquée par le grave accident de la pistarde Kristina Vogel, elle décide de faire une pause dans sa carrière.
Ce n’est qu’en janvier 2019 que Romy Kasper recommence à courir. Elle termine deuxième de la deuxième étape du Healthy Ageing Tour. Aux championnats d'Europe derrière derny, organisés pour la première fois chez les femmes en 2019, elle est médaillée de bronze. Au cours des années suivantes, elle court pour différentes équipes, où elle court comme capitaine de route avec son expérience et met de côté ses propres ambitions de victoire. Le 19 octobre 2020, il est annoncé qu'elle rejoint la nouvelle équipe Jumbo-Visma en 2021.

## Palmarès sur route

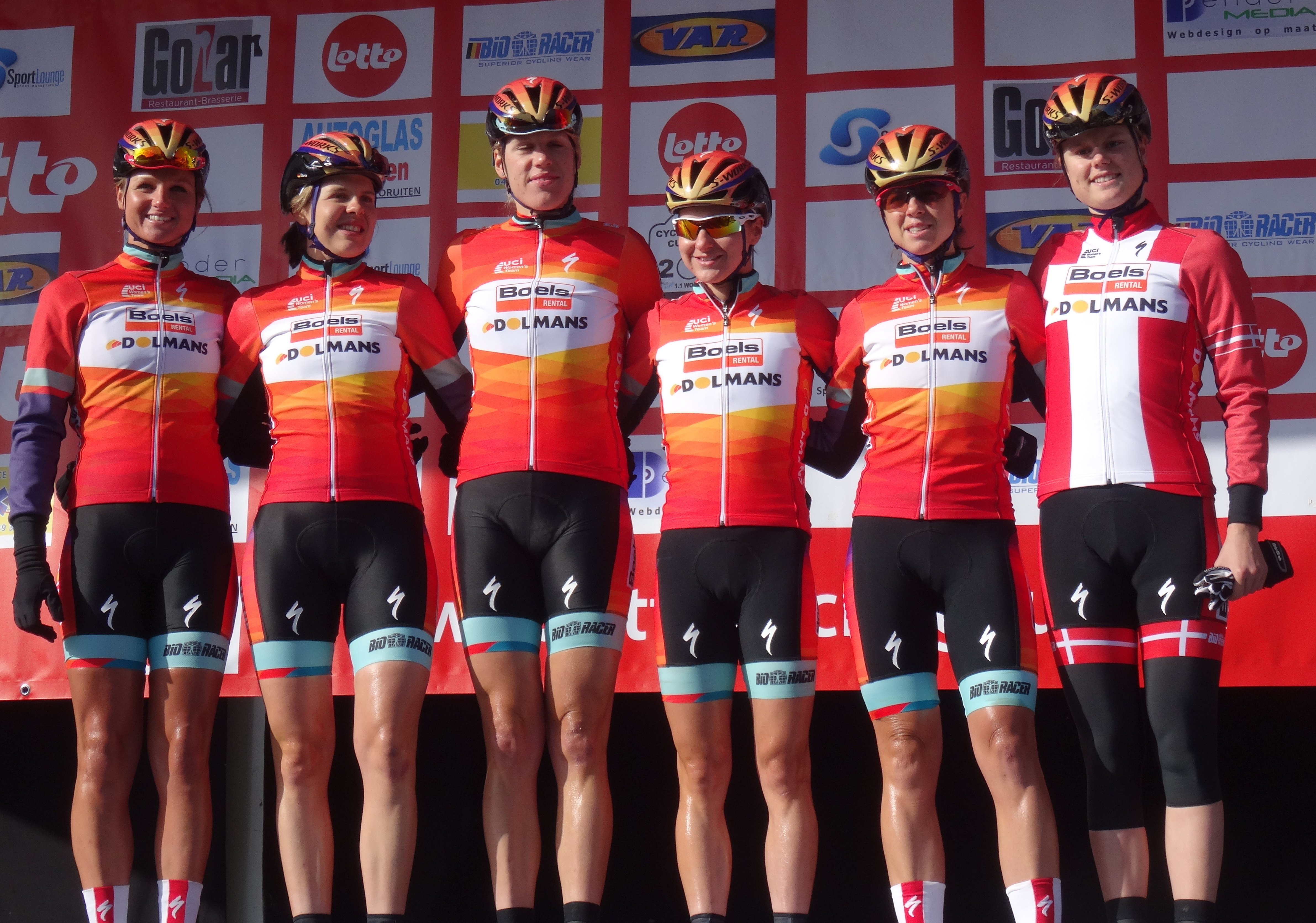
Au Samyn des Dames 2015 (deuxième à partir de la gauche)

### Palmarès par années
- 2010
  - 4e du championnat d'Europe sur route espoirs
- 2011
  - 5e étape du Tour de Feminin - Krásná Lípa
- 2012
  - 3e du Tour de Toscane
- 2013
  - 3e du championnat d'Allemagne sur route
- 2014
  - 2e étape du Tour de Thuringe
- 2016
  -  Championne du monde universitaire sur route
  -  Championne du monde universitaire du critérium
  - 1re étape de l'Energiewacht Tour (contre-la-montre par équipes)
  - 2e du Tour du Qatar
- 2019
  - 9e du Tour de Drenthe

### Résultats sur les grands tours

#### Tour d'Italie
7 participations
- 2012 : 28e
- 2013 : 51e
- 2015 : 54e
- 2017 : 15e
- 2019 : 75e
- 2022 : 37e
- 2024 : 60e

#### Tour de France
4 participations :
- 2022 : 35e
- 2023 : 38e
- 2024 : 92e
- 2025 : 86e

#### Tour d'Espagne
2 participations
- 2024 : 62e
- 2025 : abandon (7e étape)

### Classements mondiaux
| Année                                 | 2009 | 2010 | 2011 | 2012 | 2013 | 2014 | 2015 | 2016 | 2017 | 2018 | 2019 | 2020 | 2021 | 2022 | 2023 | 2024 |
| ------------------------------------- | ---- | ---- | ---- | ---- | ---- | ---- | ---- | ---- | ---- | ---- | ---- | ---- | ---- | ---- | ---- | ---- |
| Classement UCI                        | 203e | 97e  | 103e | 87e  | 136e | 103e | 226e | 94e  | 113e | 774e | 173e | 229e | 168e | 133e | 170e | 326e |
| UCI World Tour                        |      |      |      |      |      |      |      | 98e  | 98e  | 245e | 75e  | 76e  | 92e  | 83e  | 160e | 187e |
|                                       |      |      |      |      |      |      |      |      |      |      |      |      |      |      |      |      |
| Légende : nc = non classéSource : UCI |      |      |      |      |      |      |      |      |      |      |      |      |      |      |      |      |

## Palmarès sur piste

### Championnats du monde
- Apeldoorn 2018
  - 10e de l'américaine[12]

### Championnats d'Europe
| Édition / Épreuve | Derny  |
| Pordenone 2019    | Bronze |

### Championnats nationaux
- 2005
  -  Championne d'Allemagne de la course aux points juniors